# Feings (Orne)
Feings – miejscowość i gmina we Francji, w regionie Normandia, w departamencie Orne.
Według danych na rok 1990 gminę zamieszkiwało 226 osób, a gęstość zaludnienia wynosiła 11 osób/km² (wśród 1815 gmin Dolnej Normandii Feings plasuje się na 663. miejscu pod względem liczby ludności, natomiast pod względem powierzchni na miejscu 117.).